# Posoqueria longiflora
Posoqueria longiflora là một loài thực vật có hoa trong họ Thiến thảo. Loài này được Aubl. miêu tả khoa học đầu tiên năm 1775.

## Hình ảnh

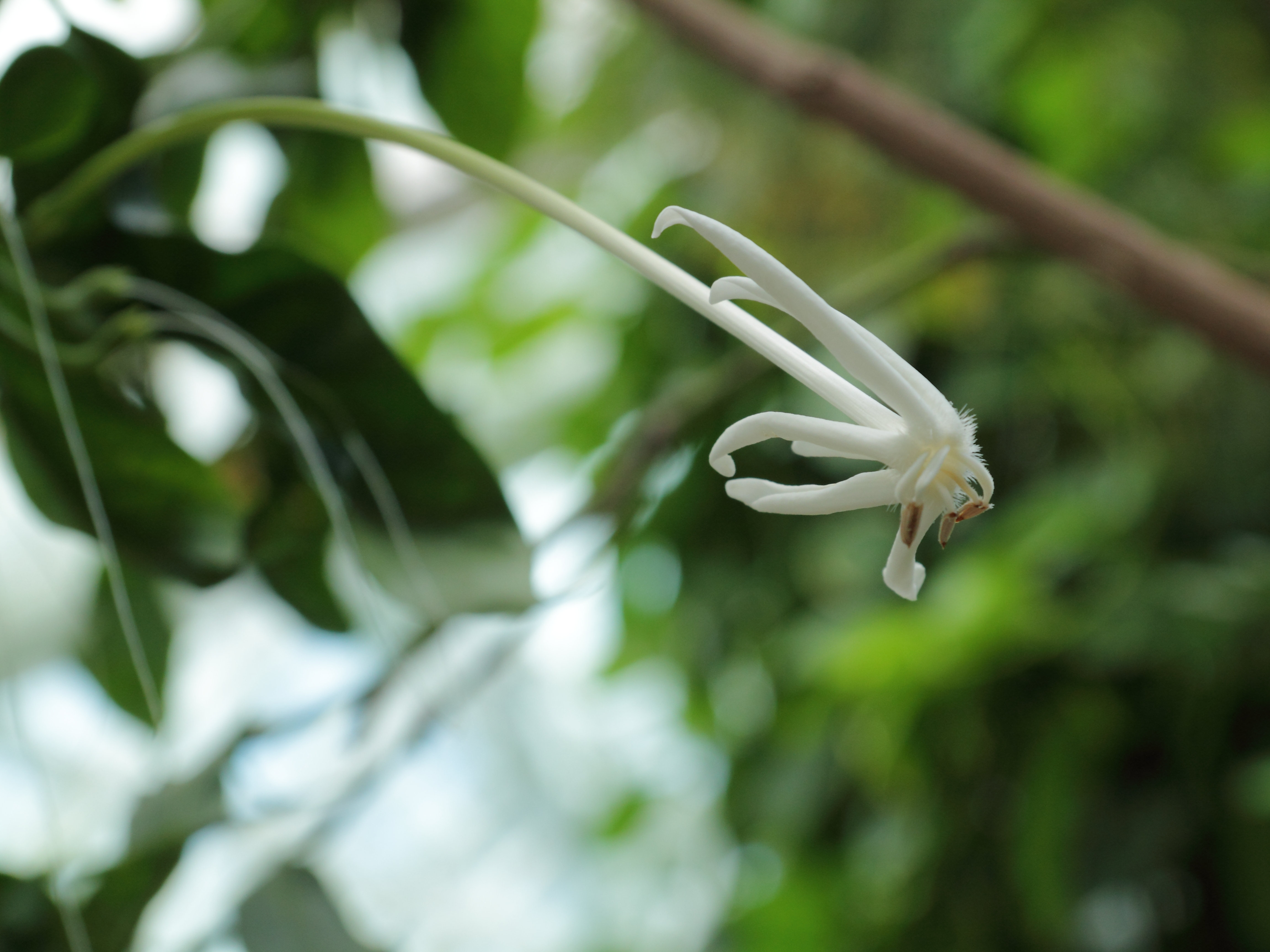